# Franz Xaver Kappus
Franz Xaver Kappus (17 mai 1883 - 9 octobre 1966) est un officier et écrivain autrichien.
Il est connu pour les lettres reçues du poète Rainer Maria Rilke entre 1902 et 1908, regroupées dans le livre Lettres à un jeune poète (Briefe an einen jungen Dichter).